# Aryeh Altman
Aryeh Altman (en hebreo: אריה אלטמן) fue un político israelí que se desempeñó como miembro de la Knéset por Herut y Gahal entre 1951 y 1965.

## Inicios
Nació en Balta, en el entonces Imperio Ruso (hoy Ucrania), Altman estudió derecho y economía en la Universidad de Odesa. En 1921 se unió a Tze'irei Zion, presidiendo la organización. Tras ser encarcelado tres veces por las autoridades soviéticas, fue exiliado en 1924, emigrando al año siguiente al Mandato Británico de Palestina, siendo uno de los fundadores de la Organización de Trabajadores Sionistas. En 1927, se trasladó a los Estados Unidos para estudiar sociología y ciencias políticas en la Universidad de Detroit y posteriormente en la Universidad de Nueva York, donde obtuvo un doctorado en 1935.

## Carrera política
En 1928 se unió al movimiento Sionismo revisionista y tres años después fue elegido líder de los Sionistas Revisionistas de América. Regresó a Palestina en 1935 tras obtener su doctorado y se unió al equipo editorial de HaYarden, una publicación revisionista, donde dirigió el departamento de Asuntos Exteriores.
En 1937, asumió la dirección de la rama palestina del Movimiento Sionista Revisionista y al año siguiente, se convirtió en miembro del Presídium Mundial del movimiento. Entre 1939 y 1940, fue miembro del Consejo Nacional Judío.
Tras la muerte de Zeev Jabotinsky en 1940, asumió la dirección del departamento político del Sionismo Revisionista. En 1943, viajó a Turquía como emisario para intentar salvar a los judíos de ese país del Holocausto.
En 1945, asumió la presidencia del Presídium del Movimiento Sionista Revisionista. En las elecciones a la Knéset de 1949, encabezó la lista de Brit Hatzohar, pero no logró superar el umbral electoral. Posteriormente, se unió al movimiento revisionista rival Herut, y fue elegido miembro de la Knéset en su lista en 1951. Fue reelegido en 1955, 1959 y 1961, antes de perder su escaño en las elecciones de 1965.
Entre 1955 y 1965, también fue miembro del ayuntamiento de Jerusalén. Estuvo casado con Tzipora Krasnov, y tuvieron dos hijos. Falleció en 1982, a los 80 años. Una calle de Jerusalén y Tel Aviv llevan su nombre.